# سبنسر شامبرلين
سبنسر شامبرلين (بالإنجليزية: Spencer Chamberlain)‏ هو مغني أمريكي، ولد في 4 يناير 1983 في تشابل هيل في الولايات المتحدة.

## وصلات خارجية
- سبنسر شامبرلين على موقع ميوزك برينز (الإنجليزية)
- سبنسر شامبرلين على موقع ديسكوغز (الإنجليزية)